# 電子マネー

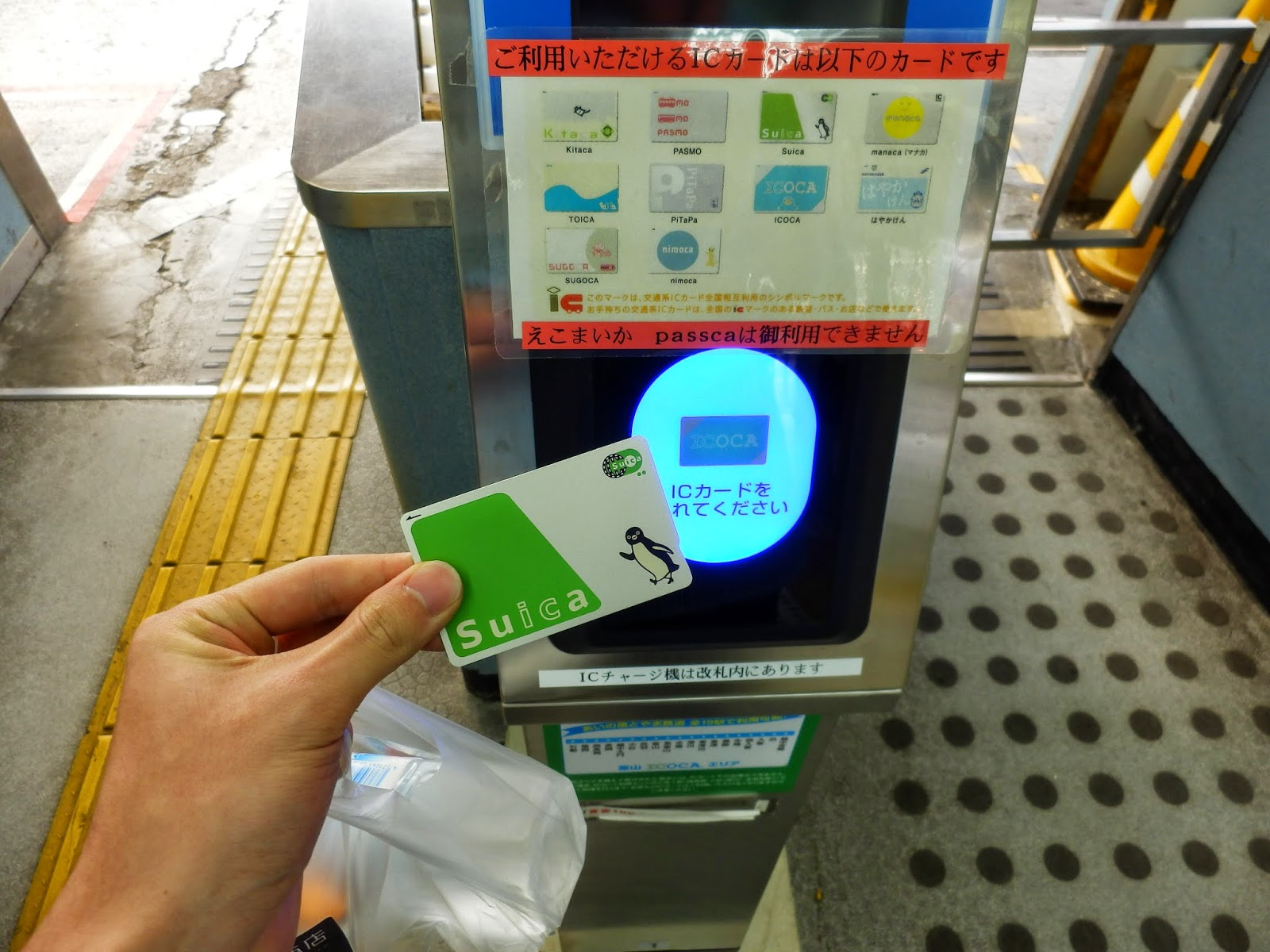
駅の改札口にて電子マネー機能付き乗車カード (Suica) を使用する場面

電子マネー（でんしマネー）とは、非接触ICカードを活用した日本の決済の形態の一種である。

## 概要
Suicaや楽天Edyに代表される非接触ICカードによる電子決済手段の一種である。取引ごとに決済情報をやりとりするクレジットカードとは異なり、あらかじめ現金や預金と引換えに電子的貨幣価値を引き落としておき、経済活動の際に同貨幣価値のやりとりを通じて代価を支払うストアドバリュー型となる。
電子マネーとICプリペイドカードの語句の違いは曖昧である。ただし電子マネーには後払い式のものもある。
英語の区分は以下の通り。
- electronic money - 「電子マネー」の直訳に当たるが指すものは全く別概念であり、紙幣や硬貨を持たないデジタル通貨、暗号通貨のビットコインや中央銀行発行デジタル通貨などの新しい形態の電子的なマネタリーシステム（monetary system）を意味する。
- electronic payment - 電子決済。クレジットカードやデビットカード（「電子マネー」より歴史は古い）、ペイパルなど。
- stored value card - プリペイドカード。
  - smart card for making electronic payments - ICカード。
- mobile payment - モバイル決済。
- contactless - カードでもモバイルでも非接触型（決済）を指す。

## 代表例
日本では原則として、金券やプリペイドカード等と同様に、資金決済に関する法律が適用される。通信手段を用いるサーバー型の電子マネーも規制の対象である。
交通系電子マネーは電子マネーと交通機関乗車カードを兼ねる。交通機関定期券としての単独利用や記念カードも含まれるため他と単純比較はできない。
大半がFeliCa規格である。2000年代までは日本国内でICカードといえばもっぱらFeliCaを指し、海外の電子決済で普及していたNFC TypeA/Bは読み取り機もあまり存在しなかった。（ガラパゴス化#非接触ICカードも参照）
FeliCaを使用していても、物理的な互換性はあるが、交通系ICカードを除くとシステムの互換性は図られていない事が多い。

### 2022年の発行枚数・会員数（少額決済方式）
1. 前払   専業  楽天Edy：1億4,840万枚 （6.8％）
2. 前払   流通系  WAON：9,281万枚 （5.4％）
3. 前払   交通系  Suica：8,926万枚 （5.0％）
4. 前払   流通系  nanaco：7,620万枚 （3.4％）
5. 後払   クレカ  iD：4,626万枚 （△0.9％）
6. 前払   交通系  PASMO：4,121万枚 （2.4％）
7. 前払   交通系  ICOCA：2,667万枚 （5.9％）
8. 後払   クレカ  QUICPay：2,255.4万枚 （21.2％）
9. 前払   流通系  majica：1,763万枚 （22.4%）
10. 前払   交通系  manaca：817.9万枚 （7.1％）
11. 前払   交通系  nimoca：486万枚 （5.4％）
12. 前払   交通系  SUGOCA：370万枚 （6.8％）
13. 前払   交通系  TOICA：346万枚 （5.8％）
14. 後払   交通系  PiTaPa：333万枚 （△0.8％）
15. 前払   交通系  Kitaca：196万枚 （6.5％）
16. 前払   交通系  はやかけん：176万枚 （6.6％）

※カッコ内は前年同月比。
有効期限を設定しているものがある。すなわち、現金をチャージするなどして電子マネー化しても、その後利用せずに一定の期間を経過するとその価値が滅失すると言うことである。参考までに、民法における債権の消滅時効は10年間である。